# Волынский, Василий Васильевич Щепа
Василий Васильевич Волынский Щепа (?—1634) — московский дворянин и воевода в Смутное время и во времена правления Михаила Фёдоровича.
Из дворянского рода Волынские. Сын воеводы Волынского Василия Яковлевича Щепа. Имел братьев: Петра, Фёдора, Ивана, Семёна Васильевичей Волынских, а также сестру, выданную замуж за боярина Морозова Василия Петровича.

## Биография
Первый воевода в Томске после его построения в 1601 году, в 1602 году оставался первым воеводой в Томске со вторым воеводою Новосильцевым Михаилом Игнатьевичем.  В 1614 году вновь первый воевода в Томске. В 1616 году первый воевода в Невеле. В апреле 1617 года послан в Украинный разряд, для оберегания от Крымских и Ногайских людей и указано ему быть первым воеводою Сторожевого полка в Новосили. В 1618-1619 годах воевода в Торопце. В 1619 году воевода в Мангазее. В 1626-1628 годах второй воевода в Казани. В 1627-1629 годах в Боярский книгах упоминается московским дворянином.  В апреле 1631 и 1632 годах поздравлял Государя с днём Пасхи. В августе 1632 году указано ему принять деньги из Большой Казны и ехать с М.Б. Шеиным в поход и быть при раздачи жалования и кормов ратным людям, но он заместничал с М.Б. Шеиным, указ Государя не послушал и на службу не поехал. За это Государь наложил на него опалу, сослал его в Казань, велел дать ему там двор и предписал, чтобы он с этого двора никуда не отлучался, а имения его отписал на других.
В 1627-1629 годах владел поместьями: сельцо Лобаново, деревни Уварово, Короваево и Княжчина, а всего 346 четвертей, что было за тёщей его, вдовой боярина Андрея Александровича Нагого — Аксиньей.
Умер в 1634 году, о чём сделана запись в Боярской книге.

## Семья
Жена: Матрёна Андреевна урождённая Нагово — в 1638 упомянута вдовой, имела свой двор в Москве.
По родословной росписи показаны бездетными.